# ميدل إيرث: شادو أوف وور
ميدل إيرث: شادو أوف وور (بالإنجليزية: Middle-earth: Shadow of War)‏ هي لعبة فيديو من نوع أكشن تقمص الأدوار وعالم مفتوح، صدرت في 10 أكتوبر 2017، ومتوفرة على أجهزة ويندوز وبلاي ستيشن 4 وإكس بوكس ون. اللعبة من تطوير مونولث برودكشنز ومن نشر وارنر برذرز إنترآكتيف إنترتيمنت. ستكون اللغة العربية من ضمن اللغات التي تدعمها اللعبة.

## موجز
هي تكملة للعبة ميدل-إيرث: شادو أوف موردور التي صدرت في سنة 2014. قصة اللعبة مستندة على رواية الكاتب جون ر. تولكين وتركز على بطل القصة الحارس «تاليون» الذي يتشارك جسده مع روح زعيم الإلف كلبريمبور والذان يستخدمان أحد خواتم القوة من أجل القتال ضد سارون وقوات نازغول التابعة له.
تستند هذه اللعبة على نظام الأعداء الذي ظهر في اللعبة الأولى، والذي يسمح لتاليون بكسب الأتباع من عدة أجناس في الأرض الوسطى وتخطيط استراتيجيات معقدة باستخدامه لإنجاز المهام.

## الجوائز
| عام  | الجائزة                      | فئة                     | نتيجة       | مرجع.  |
| ---- | ---------------------------- | ----------------------- | ----------- | ------ |
| 2017 | معرض الترفيه الإلكتروني 2017 | أفضل عرض                | رُشِّح         | [ 6 ]  |
| 2017 | معرض الترفيه الإلكتروني 2017 | افضل لعبة جهاز منزلي    | رُشِّح         | [ 6 ]  |
| 2017 | معرض الترفيه الإلكتروني 2017 | أفضل لعبة كمبيوتر       | رُشِّح         | [ 6 ]  |
| 2017 | معرض الترفيه الإلكتروني 2017 | أفضل لعبة مغامرات واكشن | رُشِّح         | [ 6 ]  |
| 2017 | آي جي إن                     | أفضل لعبة كمبيوتر       | رُشِّح         | [ 7 ]  |
| 2017 | آي جي إن                     | أفضل لعبة اكسبوكس 1     | رُشِّح         | [ 8 ]  |
| 2017 | آي جي إن                     | أفضل لعبة اكشن          | فوز         | [ 9 ]  |
| 2017 | Steam Awards                 | يوليوس قيصر (مسرحية)    | في الانتظار | [ 10 ] |

## المواقع الخارجية
- الموقع الرسمي
 (الإنكليزية)
- قالب:Gameplay